# سوزان ديميس
سوزان ديميس (بالإنجليزية: Susan T. Dumais)‏ هي عالمة كمبيوتر أمريكية ورائدة في مجال استرجاع المعلومات ومساهمة كبيرة في مختبر تقنيات البحث لدى مايكروسوفت.
وفقا لماري جين أيروين الذي يرأس المحاضرات في جامعة أثينا فإن: «سوزان محاضِرة من الطراز الرفيع ولها إسهامات كبيرة وواضحة في التفاعل بين الإنسان والحاسوب واسترجاع المعلومات.»

## السيرة الذاتية
لسوزان ديميس دور بارز في شركة مايكروسوفت؛ حيث تشغل منصب نائبة مدير أبحاث في مختبر ريدموند في مايكروسوفت؛ كما تشغل منصب أستاذة في جامعة واشنطن في كلية المعلومات.
قبل انضمامها إلى مايكروسوفت في عام 1997، كانت سوزان باحثة في قسم بيلكور (يُسمى اليوم بتقنيات تيلكورديا) حيث قامت رفقة زملائها بإجراء عشرات البحوث في ما يسمى الآن مشكلة استرجاع المعلومات. وقد في أثبت في دراستها من خلال مجموعة متنوعة من التجارب أن مختلف الناس يستخدمون مفردات مختلفة لوصف نفس الشيء وحتى اختيار «أفضل» مصطلح لوصف شيء ما لا يكفي من أجل الآخرين للعثور عليه، ومن آثار هذا العمل أن صاحب وثيقة ما قد يستخدم مفردات مختلفة تضطر شخص آخر (القارئ) للبحث عن معنى تلك المفردات.
قامت سوزان وغيرها من الباحثين في مختبر بيلكور في البحث عن طريقة لبناء أنظمة بحث تُجنب الوقوع في مشكلة المفردات الغير معروفة، فكانت النتيجة اختراع ما يُعرف اليوم بالفهرسة الدلالية الكامنة.

## الجوائز
في عام 2006 تم تنصيب سوزان كزميلة في رابطة مكائن الحوسبة، وفي عام 2009 فازت بجائزة جيرارد سالتون؛ ثم نالت جائزة الإنجاز مدى الحياة بفضل إسهاماتها الكبيرة في مجال استرجاع المعلومات. في عام 2011 حصلت على منصب في الأكاديمية الوطنية للهندسة وذلك بفضل الابتكار ودورها القيادي في تنظيم الوصول والتفاعل مع المعلومات. في عام 2014 ألقت سوزان محاضرة في جامعة أثينا تحت عنوان «إسهامات جوهرية في علوم الكمبيوتر.». ثم نالت في وقت لاحق جائزة توني ستريكس بفضل إسهاماتها المستمرة والتي تُعتبر على حد سواء مبتكرة وعملية.
في عام 2015 تم تجنيدها في الأكاديمية الأمريكية للفنون والعلوم.